# 大道寺順正
大道寺 順正（だいどうじ ゆきまさ）は、江戸時代後期の弘前藩士。

## 生涯
天保7年（1836年）、兄・繁元が藩主・津軽信順の怒りを買い、自害したため、家督を継いだ。天保10年（1839年）、黒石藩主であった津軽順承を弘前藩主に押し上げ、用人から家老に出世した。この際には、多数の重臣が津軽家の血統を絶やすことに反対し、藩内に大きなしこりを残した。さらに、順承の跡継ぎとして津軽承昭を迎えた際にも、独断で話を進めた。そのため、多くの書物で津軽の血統を2度も絶った佞臣として扱われている。
しかし、藩主から「順」の偏諱を許された藩内随一の実力者であり、専横もあったが、いたずらな血統主義よりも実力を重視した結果であるとも言われている。